# Miconia aenigmatica
Miconia aenigmatica är en tvåhjärtbladig växtart som beskrevs av John Julius Wurdack. Miconia aenigmatica ingår i släktet Miconia och familjen Melastomataceae. Inga underarter finns listade i Catalogue of Life.